# Platanthera ciliaris
Espèce
Statut CITES
Platanthera ciliaris est une espèce d'orchidées du genre Platanthera présente en Amérique du Nord.